# Муре (Франция)
Муре́ (фр. Mouret, окс. Moret de Dordon) — коммуна во Франции, находится в регионе Окситания. Департамент — Аверон. Входит в состав кантона Марсийак-Валлон. Округ коммуны — Родез.
Код INSEE коммуны — 12161.
Коммуна расположена приблизительно в 490 км к югу от Парижа, в 135 км северо-восточнее Тулузы, в 20 км к северу от Родеза.

## Население
Население коммуны на 2008 год составляло 538 человек.
| 1962 | 1968 | 1975 | 1982 | 1990 | 1999 | 2008 |
| ---- | ---- | ---- | ---- | ---- | ---- | ---- |
| 562  | 594  | 545  | 505  | 464  | 476  | 538  |

## Экономика
В 2007 году среди 321 человек в трудоспособном возрасте (15—64 лет) 253 были экономически активными, 68 — неактивными (показатель активности — 78,8 %, в 1999 году было 70,2 %). Из 253 активных работали 243 человека (133 мужчины и 110 женщин), безработных было 10 (3 мужчин и 7 женщин). Среди 68 неактивных 21 человек были учениками или студентами, 29 — пенсионерами, 18 были неактивными по другим причинам.